# Tuberaria globulariifolia
Tuberaria globulariifolia é uma espécie de planta com flor pertencente à família Cistaceae. 
A autoridade científica da espécie é (Lam.) Willk., tendo sido publicada em Icon. Descr. Pl. Nov. 2(15): 71, t. 111. 1859.

## Portugal
Trata-se de uma espécie presente no território português, nomeadamente os seguintes táxones infraespecíficos:
- Tuberaria globulariifolia subsp. globulariifolia - presente em Portugal Continental. Em termos de naturalidade é endémica da Península Ibérica. Não se encontra protegida por legislação portuguesa ou da Comunidade Europeia.
- Tuberaria globulariifolia var. major - presente em Portugal Continental. Em termos de naturalidade é endémica da região atrás referida. Encontra-se protegida por legislação portuguesa ou da Comunidade Europeia, nomeadamente pelo Anexo II (espécie prioritária) e IV da Directiva Habitats e pelo Anexo I da Convenção sobre a Vida Selvagem e os Habitats Naturais na Europa.